# Carnaval de Romans-sur-Isère
 (mai 2022).
Le Carnaval de Romans est un évènement du département Drômois, qui s'inspire de traditions acquises au Moyen Âge. 
Au XVIe siècle, dans un contexte où les relations se complexifient en raison de problèmes économiques et religieux, le carnaval prend un sens différent. En 1580, à Romans, la prise de pouvoir par les artisans fait du carnaval le centre d'affrontements de plus en plus violents notamment entre les royaumes festifs.       
Cet épisode historique a été étudié par Emmanuel Le Roy Ladurie dans son ouvrage paru en 1979 : Le Carnaval de Romans : de la Chandeleur au mercredi des Cendres.      
De nos jours, ce carnaval est encore célébré.     

## Origines
Le carnaval commence souvent le jour de l'Épiphanie et se termine la veille du Mercredi des Cendres, ce qui dure une semaine. Célébration de l'arrivée du printemps, ce carnaval est aussi un moment de réjouissance avant le Carême et d'oubli des problèmes quotidiens.   
Ce genre de festivité, ancien, peut remonter à l’an 10 000 av. J.-C.  où le port de masques existait. Ces fêtes, inversion des rôles entre maîtres et esclaves, représentent une occasion d'inversion sociale, où le rang et le statut ne comptent pas. Durant quelque temps au Moyen-Âge, le carnaval est condamné par l'Église et aboli. Toutefois, devant la grande demande du retour des festivités, le carnaval a repris sa place au sein des pratiques sociales et culturelles.  
La nomination d'un roi du carnaval a lieu lors de chaque édition.

## Histoire

### Origine religieuse
Le carnaval, initialement fête religieuse, devient populaire avec l'arrivée des cités médiévales dans lesquelles les bourgeois instaurent une vision plus satirique, marquée par la présence de jeux, de chars, de défilés et de bals.
La présence du christianisme s'impose autour de l'an mille et devient un facteur essentiel pour déterminer la temporalité du carnaval. 
À l'aube des 40 jours de Carême, les populations entrent en période de fête, avec au XVIe siècle, des tournois, des mascarades et des bals qui permettent de s'affirmer à travers des danses, du théâtre ou des costumes.

### Nuit du 15 au 16 février 1580
De 1579 à 1580, dans les villes comme dans les campagnes, la France est sujette aux guerres de Religion qu'Henri III peine à contrôler et stopper, sous les conseils de sa mère Catherine de Médicis. En juillet 1579, la guerre conquiert Romans, contrôlée à l'époque par la plèbe, par des partisans ainsi que par le capitaine Jean Serve dit Paumier, drapier de son état. À la suite, des structures administratives sont ainsi détruites, ce qui engendre l'augmentation des impôts pour les plus nécessiteux tandis que les nobles s'enrichissent, ce qui cause des contestations. Des petites révoltes se mettent alors en place au sein du petit peuple tandis que des réactions se préparent chez les nobles. 
Initialement moment de réjouissance, le carnaval devient, à partir de la nuit du 15 au 16 février, marqué par les meurtres et la vengeance. La veille de mardi gras, durant la procession de rois et de reines, certains partisans tentèrent peut-être de piller les partisans de la perdrix, ce qui dut conduire ceux-ci à se venger en abattant le Paumier. Les hommes de Guérin, le juge royal de la ville, assassinent Paumier à l'aide d'épieu, d'épées, et de deux coups de pistolet.  

#### Le jugement
Après plusieurs meurtres opérés durant cette nuit et les demandes des paysans de connaître une justice pour les défunts, l'organisation d'une commission de parlement siège à la cour criminelle pour juger quatre vingt neuf accusés du 10 mars au 24 avril 1580. Les sentences appliquées sont, pour quarante quatre d'entre eux, la peine de mort, dont l'exécution ou encore la « flétrissure publique », sous la juridiction du juge Guerin. Tous sont condamnés à des amendes ainsi qu'à la confiscation de leurs biens.

## Le carnaval aujourd'hui

### Déroulement
De nos jours, le carnaval commence par la remise des clés de la ville par le ou la maire aux festivaliers, montrant ainsi de manière symbolique que la ville leur appartient le temps d'une journée. S'ensuit une parade dans toute la ville de Romans, où les festivaliers défilent avec des costumes, des danses et des musiques qu'ils ont organisés et préparés pendant plusieurs mois. 
Les festivaliers portent costumes et maquillages, ainsi que des figures symboliques de la ville de Romans comme Jacquemart, sous la forme d'une marionnette gigantesque animée par des artistes.  
Cette fête est ouverte aux visiteurs.

### Carmentran
Carmentran est une figure du carnaval, considérée comme le bouc émissaire de celui-ci dans plusieurs régions de France. Fabriqué comme une poupée gigantesque par Raphael Couloud, Carmentran défile au côté des festivaliers jusqu'à être amené sur la place publique où il subit un procès dont le tribunal est composé des habitants de la ville. Une fois son jugement prononcé, il est brûlé, comme on le faisait pour les accusés. Carmentran apparait sous une nouvelle forme considérée comme disgracieuse et effrayante représentant le mal.

## Fréquentation
Le carnaval accueille chaque année entre 5 000 et 7 000 visiteurs venus à cette occasion.